# Olmué
Olmué est une  commune du Chili de la province de Marga Marga, elle-même située dans la région de Valparaiso.

## Géographie

### Situation
La commune d'Olmué se trouve dans le centre du Chili à 12 km de Limache et à 60 km de Valparaiso.

### Démographie
En 2016, la population d'Olmué s'élevait à 16 075 habitants. La superficie de la commune est de 232 km2 (densité de 69 hab./km2). Elle est essentiellement urbaine (74 % de la population en 2002).

## Histoire
La commune d'Olmué est créée en 1893 mais incorporée dans celle de Limache en 1927. Elle redevient une commune autonome en 1966.

## Patrimoine naturel
Sur le territoire de la commune se trouve le Parc national La Campana d'une superficie de 8 000 ha qui  abrite une flore caractéristique de la Vallée Centrale notamment le cocotier du Chili une espèce menacée de palmier
. Le Cerro La Campana qui domine le parc avec une altitude de 1 880 m a été gravi par Charles Darwin lors de son second voyage. Le naturaliste anglais a ramené plusieurs dessins des espèces qu'il a observé sur le site.

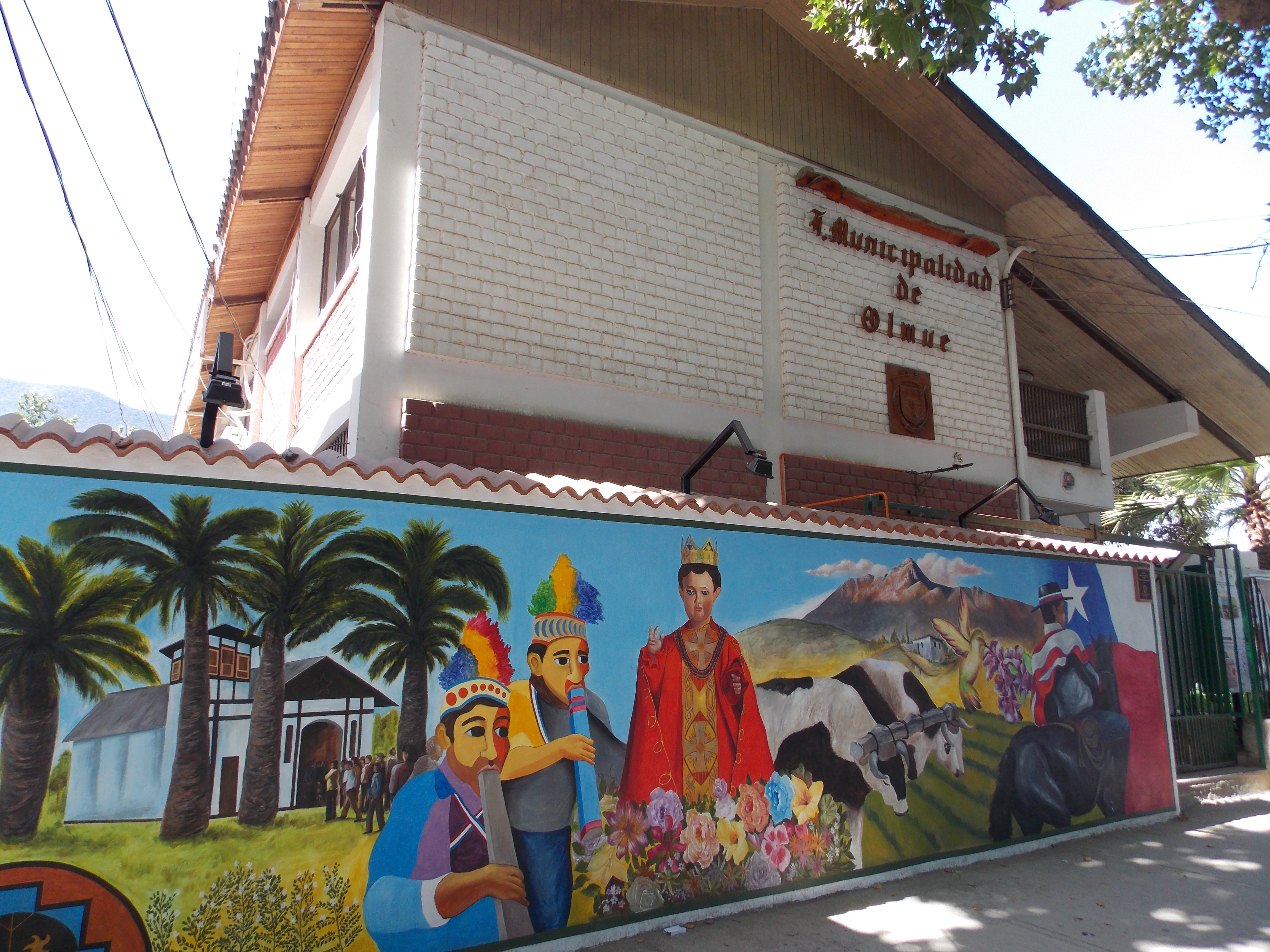
Peinture murale sur le bâtiment de la Municipalidad.
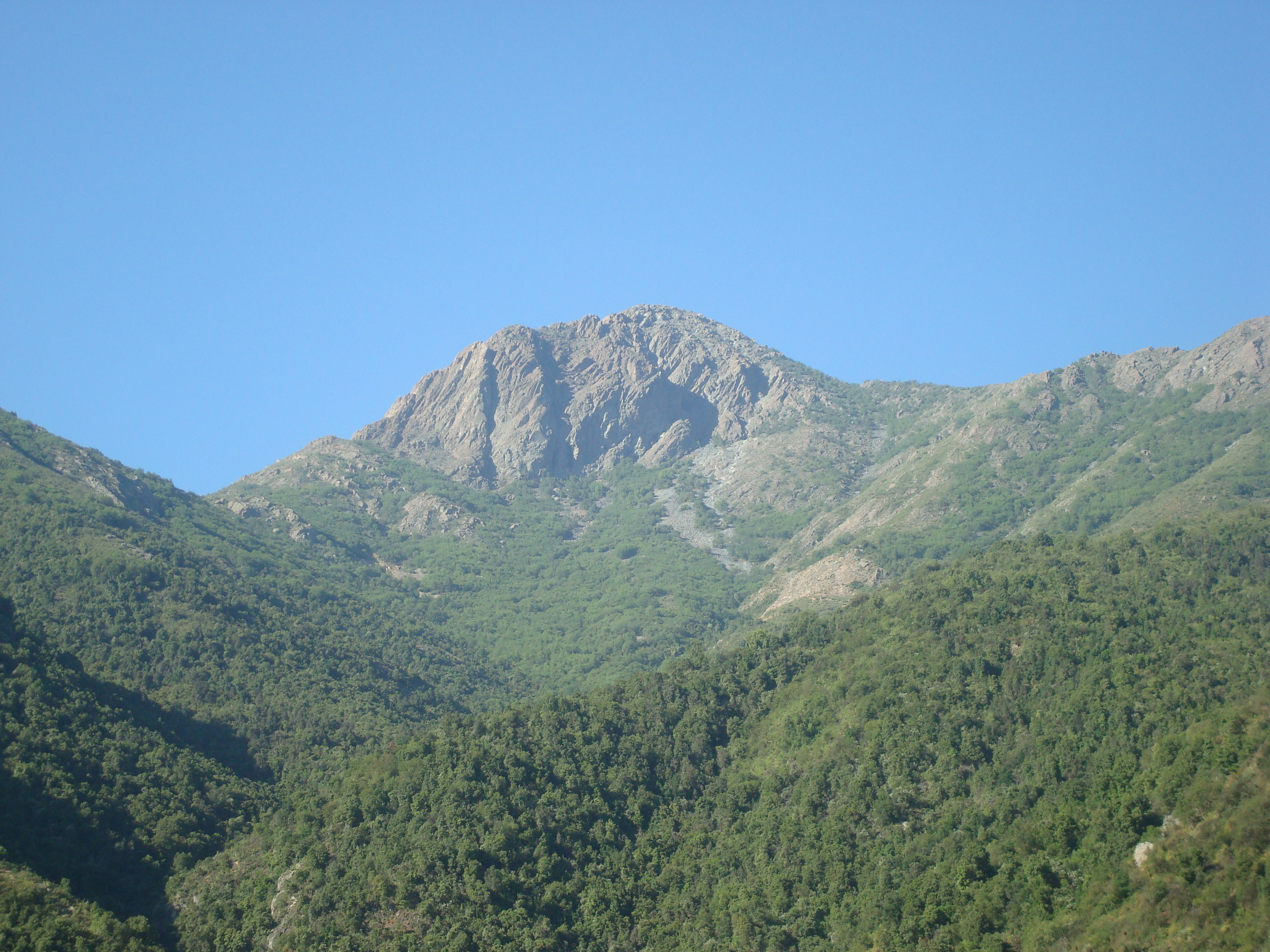
Le Cerro La Campana  dans le  Parc national La Campana.
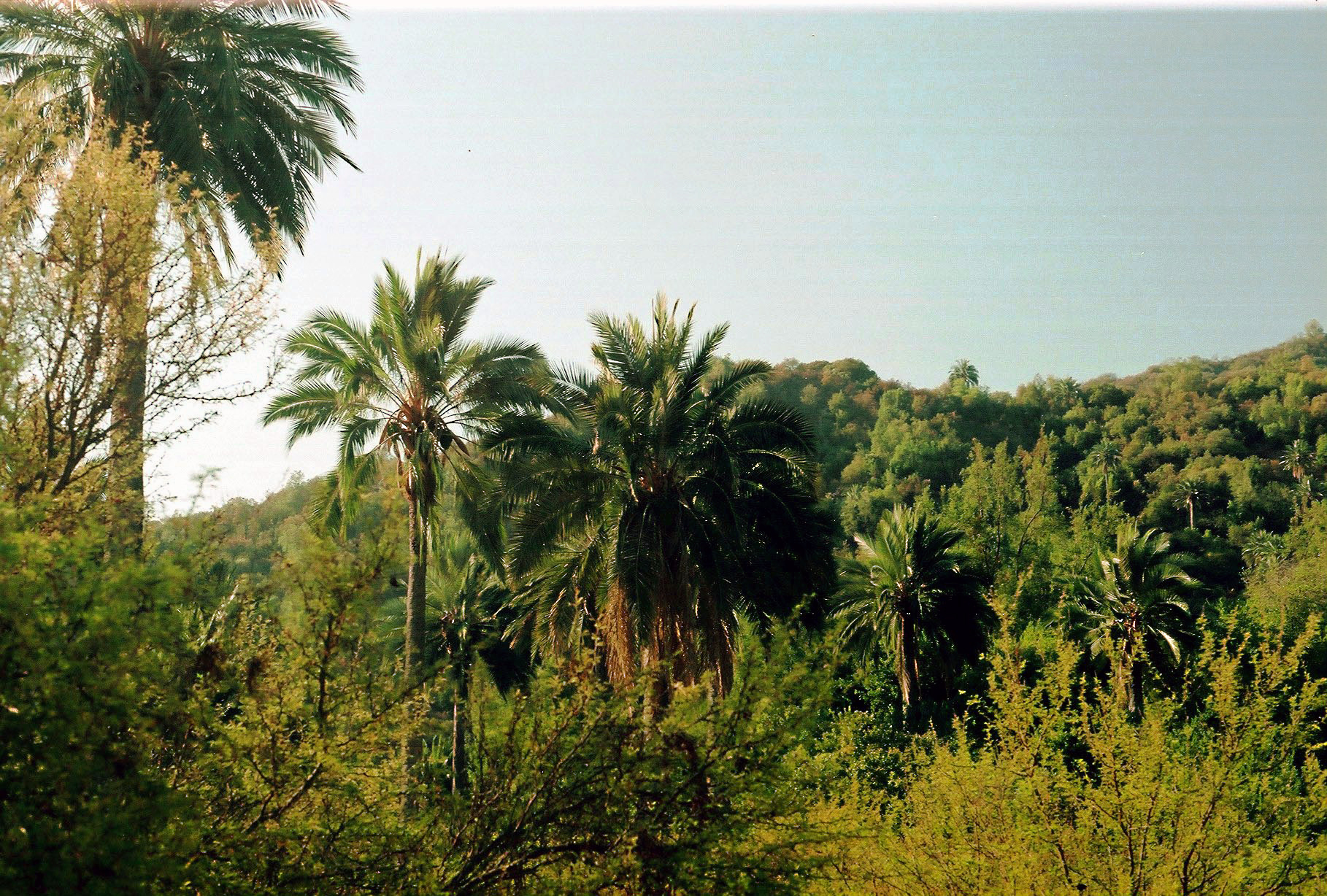
Palmier de Ocoa dans le  Parc national La Campana.
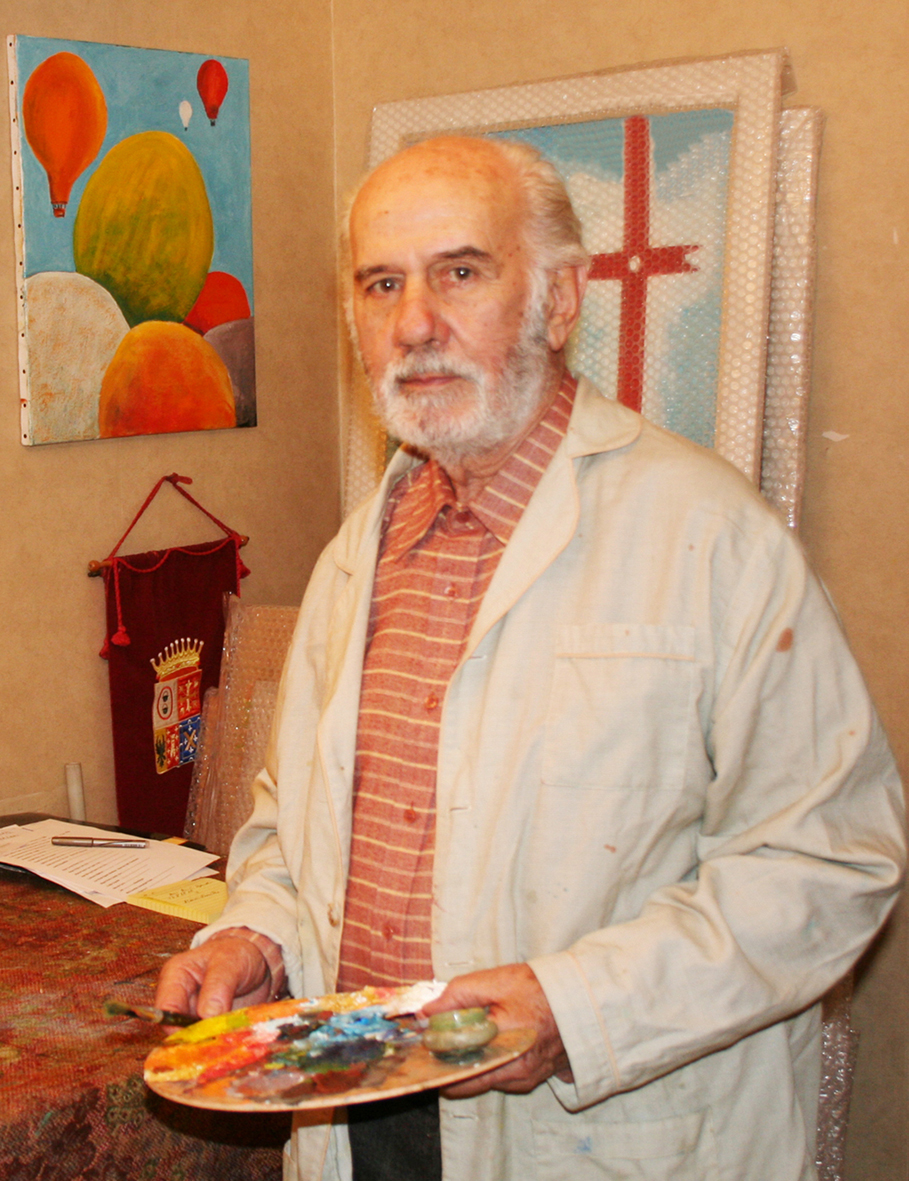
Eugenio Cruz Vargas (1923-2014).